# Celestus occiduus
Celestus occiduus är en ödleart som beskrevs av  Shaw 1802. Celestus occiduus ingår i släktet Celestus och familjen kopparödlor. IUCN kategoriserar arten globalt som utdöd. Inga underarter finns listade i Catalogue of Life.